# Supravitalität
Supravital (Adjektiv, lateinisches Kompositum aus supra / super, „über“ und vitalis, „lebendig“) bedeutet wörtlich überlebend und ist ein Fachbegriff vorwiegend der Rechtsmedizin beziehungsweise Thanatologie. Das entsprechende Substantiv ist die Supravitalität.
Man bezeichnet damit Vorgänge, die im Sterbeprozess ablaufen, speziell während der Phase des intermediären Lebens, also nach Eintritt des Individualtodes beziehungsweise des Lösens eines Organs oder Zellverbandes aus dem Organismus, aber noch vor dem Absterben der letzten Zelle.
So nennt man die selektive feingewebliche Färbung von überlebenden Zellen nach Herauslösen aus einem Zellverbund eine Supravitalfärbung.
Auch spezielle Restfunktionen supravitaler Gewebe lassen sich in einem frühen postmortalen Stadium noch nachweisen, die so genannten supravitalen Reaktionen: Darunter fallen noch auslösbare Muskelkontraktionen z. B. der Pupillen (durch entsprechende Pharmaka) oder der Skelettmuskulatur sowie in gewisser Weise das Fortwähren der Reagibilität des Blutgerinnungssystems, der Spermien oder immunologische Phänomene wie die Graft-versus-Host-Reaktion gewisser transplantierter Gewebe im „neuen“ Wirtskörper.

## Quelle
- Bernd Brinkmann, Burkhard Madea (Hrsg.): Handbuch gerichtliche Medizin. Springer, 2003, ISBN 3-540-00259-6, S. 83–97 (eingeschränkte Vorschau in der Google-Buchsuche).